# 王东京
王东京（1959年11月—）湖南安乡人，中国共产党官员，中共中央党校副校长。

## 生平
1991年自中国人民大学经济系毕业，获博士学位。历任中共中央党校教务部主任（原经济学部主任）、《中国经济观察》主编、中央党校教授、博士生导师、享受国务院政府特殊津贴专家。2014年3月任中央党校教育长。根据2015年2月5日中共中央文件（2015）89号通知精神，中共中央批准王东京任中央党校副校长，免去张伯里的中央党校副校长职务。2018年2月24日，当选为第十三届全国人大代表。2018年3月，任全国人大财政经济委员会委员。2020年3月27日，因到龄，国务院任免国家工作人员，免去王东京的国家行政学院副院长职务。

## 著作
- 《国际投资论》
- 《大潮剖面》
- 《聚焦时政》
- 《经济学笔谭》
- 《为什么会涨价》
- 《中国的难题》
- 《中国的选择》
- 《中国的前景》[2]